# Hordern Gap
Das Hordern Gap ist eine Scharte im ostantarktischen Mac-Robertson-Land. In der David Range der Framnes Mountains liegt sie zwischen den Bergen Mount Coates und Mount Hordern. Im Zentrum des Hordern Gap ragt der Gap-Nunatak auf.
Norwegische Kartografen kartierten die Scharte anhand von Luftaufnahmen, die bei der Lars-Christensen-Expedition 1936/37 entstanden. Sie diente 1957 und 1958 Mannschaften der Australian National Antarctic Research Expeditions als Durchgang zu den Framnes Mountains. Das Antarctic Names Committee of Australia (ANCA) benannte sie in Anlehnung an ihre geografische Nähe zum Mount Hordern. Dessen Namensgeber ist der australische Geschäftsmann Samuel Hordern (1876–1956), Sponsor der British Australian and New Zealand Antarctic Research Expedition (BANZARE, 1929–1931) unter der Leitung des australischen Polarforschers Douglas Mawson.